# Xuancheng
Xuancheng (en chino, 宣城; pinyin, Xuānchéng) es una ciudad-prefectura de la provincia de Anhui, en la República Popular China. Limita al norte con Wuhu, al sur con la provincia de Zhejiang, al oeste con Tongling y al este con Huzhou. Su área es de 12 312 km² y su población para 2020 fue de 2,5 millones de habitantes.

## Administración
La ciudad prefectura de Xuancheng se divide en 7 localidades que se administran en 1 distrito urbano, 1 ciudad suburbana y 5 condados rurales.
- Distrito Xuanzhou - 宣州区
- Ciudad Ningguo - 宁国市
- Condado Langxi - 郎溪县
- Condado Guangde - 广德县
- Condado Jing - 泾县
- Condado Jingde - 旌德县
- Condado Jixi - 绩溪县

### Localidades con población en noviembre de 2010
- Guăngdé Xiàn 487,243
- Jīngdé Xiàn 120,039
- Jīng Xiàn 299,555
- Jìxī Xiàn 156,127
- Lángxī Xiàn 320,627
- Níngguó Shì 376,857
- Xuānzhōu Qū 772,490